# Piper argyroneurum
Piper argyroneurum är en pepparväxtart som beskrevs av Hallier f.. Piper argyroneurum ingår i släktet Piper och familjen pepparväxter. Inga underarter finns listade i Catalogue of Life.